# Akeem Bloomfield
Akeem Bloomfield (11 ottobre 1997) è un velocista giamaicano.

## Palmarès
| Anno | Manifestazione | Sede     | Evento      | Risultato | Prestazione | Note                                     |
| ---- | -------------- | -------- | ----------- | --------- | ----------- | ---------------------------------------- |
| 2019 | World Relays   | Yokohama | 4×400 m     | Argento   | 3'01"57     |                                          |
| 2019 | Mondiali       | Doha     | 400 m piani | 8º        | 45"36       |                                          |
| 2019 | Mondiali       | Doha     | 4×400 m     | Argento   | 2'57"90     | Miglior prestazione personale stagionale |
| 2022 | Mondiali       | Eugene   | 200 m piani | Batteria  | 20"56       | w                                        |
| 2022 | Mondiali       | Eugene   | 4×400 m     | Argento   | 2'58"58     | Miglior prestazione personale stagionale |